# Амін Кавіянінеджад
Амін Явар Кавіянінеджад (перс. امین کاویانی‌نژاد; нар. 22 листопада 1998, Андімешк, Хузестан) — іранський борець греко-римського стилю, багаторазовий чемпіон та призер чемпіонатів Азії та світу в молодших вікових групах, чемпіон, срібний та бронзовий призер чемпіонатів Азії, срібний призер Азійських ігор, учасник Олімпійських ігор.

## Життєпис
Боротьбою почав займатися з 2009 року.
Виступає за спортивний клуб Pooia Vali. Тренер — Мехрда Есфандіяріфар (з 2009).

## Спортивні результати на міжнародних змаганнях

### Виступи на Олімпіадах
| Змагання                    | Збірна | Вагова категорія                 | Місце |
| --------------------------- | ------ | -------------------------------- | ----- |
| Літні Олімпійські ігри 2024 | Іран   | греко-римська боротьба, до 77 кг | 8     |

### Виступи на Чемпіонатах світу
| Змагання                        | Збірна | Вагова категорія                 | Місце |
| ------------------------------- | ------ | -------------------------------- | ----- |
| Чемпіонат світу з боротьби 2019 | Іран   | греко-римська боротьба, до 72 кг | 19    |

### Виступи на Чемпіонатах Азії
| Змагання                       | Збірна | Вагова категорія                 | Місце  |
| ------------------------------ | ------ | -------------------------------- | ------ |
| Чемпіонат Азії з боротьби 2020 | Іран   | греко-римська боротьба, до 72 кг | Золото |
| Чемпіонат Азії з боротьби 2021 | Іран   | греко-римська боротьба, до 72 кг | Бронза |
| Чемпіонат Азії з боротьби 2023 | Іран   | греко-римська боротьба, до 77 кг | Срібло |

### Виступи на Азійських іграх
| Змагання           | Збірна | Вагова категорія                 | Місце  |
| ------------------ | ------ | -------------------------------- | ------ |
| Азійські ігри 2022 | Іран   | греко-римська боротьба, до 77 кг | Срібло |

### Виступи на інших змаганнях
| Змагання                                                     | Збірна | Вагова категорія                 | Місце  |
| ------------------------------------------------------------ | ------ | -------------------------------- | ------ |
| Ігри ісламської солідарності 2022                            | Іран   | греко-римська боротьба, до 77 кг | Бронза |
| Клубний чемпіонат світу з боротьби 2015                      | Іран   | команда                          | 7      |
| Міжнародний турнір Любомира Івановича-Гедзи 2017             | Іран   | греко-римська боротьба, до 66 кг | 10     |
| Меморіал Болата Турлиханова 2017                             | Іран   | греко-римська боротьба, до 66 кг | 14     |
| Турнір Вехбі Емре і Гаміта Каплана 2019                      | Іран   | греко-римська боротьба, до 72 кг | Золото |
| Турнір Г. Картозія і В. Балавадзе 2019                       | Іран   | греко-римська боротьба, до 72 кг | Золото |
| Клубний чемпіонат світу з боротьби 2019                      | Іран   | команда                          | Золото |
| Київський Міжнародний турнір з боротьби 2021                 | Іран   | греко-римська боротьба, до 77 кг | Срібло |
| Турнір Вехбі Емре і Гаміта Каплана 2021                      | Іран   | греко-римська боротьба, до 72 кг | Бронза |
| Міжнародний турнір Любомира Івановича-Гедзи 2021             | Іран   | греко-римська боротьба, до 77 кг | 4      |
| Меморіал Маттео Пелліконе 2022                               | Іран   | греко-римська боротьба, до 77 кг | Срібло |
| Відкритий чемпіонат Загреба з боротьби 2023                  | Іран   | греко-римська боротьба, до 77 кг | Бронза |
| Турнір Дана Колова — Николи Петрова 2024                     | Іран   | греко-римська боротьба, до 77 кг | Золото |
| Олімпійський кваліфікаційний турнір з боротьби 2024 (Бішкек) | Іран   | греко-римська боротьба, до 77 кг | Золото |

### Виступи на змаганнях молодших вікових груп
| Змагання                                      | Збірна | Вагова категорія                 | Місце  |
| --------------------------------------------- | ------ | -------------------------------- | ------ |
| Чемпіонат Азії з боротьби серед кадетів 2015  | Іран   | греко-римська боротьба, до 58 кг | Срібло |
| Чемпіонат світу з боротьби серед кадетів 2015 | Іран   | греко-римська боротьба, до 58 кг | Золото |
| Чемпіонат Азії з боротьби серед юніорів 2017  | Іран   | греко-римська боротьба, до 66 кг | Золото |
| Чемпіонат світу з боротьби серед юніорів 2017 | Іран   | греко-римська боротьба, до 66 кг | Золото |
| Чемпіонат Азії з боротьби серед юніорів 2018  | Іран   | греко-римська боротьба, до 72 кг | Золото |
| Чемпіонат світу з боротьби серед юніорів 2018 | Іран   | греко-римська боротьба, до 72 кг | Золото |
| Чемпіонат світу з боротьби серед молоді 2017  | Іран   | греко-римська боротьба, до 66 кг | Бронза |
| Чемпіонат Азії з боротьби серед молоді 2019   | Іран   | греко-римська боротьба, до 72 кг | Золото |
| Чемпіонат світу з боротьби серед молоді 2021  | Іран   | греко-римська боротьба, до 77 кг | Срібло |